# Поромівка (річка)
Поро́мівка, Поро́нівка — річка в Україні, в межах Володарсько-Волинського та Черняхівського районів Житомирської області. Права притока річки Ірша (басейн Дніпра).

## Опис
Довжина річки 17 км, похил річки 2,0  м/км, площа басейну водозбору 66,2  км², найкоротша відстань між витоком і гирлом — 12,11  км, коефіцієнт звивистості річки — 1,40 .

## Розташування
Бере початок у болотистих місцях біля села Вишневе, на висоті 200 метрів. Довжина 15 км. Спочатку тече переважно на північний схід через Калинівку, далі тече на північний захід через Поромівку та Невирівку і на північно-східній околиці Волянщини впадає у річку Ірша, ліву притоку Тетерева. Поромівка — річка з постійним водотоком, яка не пересихає.

## Цікавинка
- Над річкою існують скелі з лабрадориту[3].

Річка становить важливе місце в розвитку та веденню господарства. Тут присутні численні види риб, околиці населяють різноманітні тварини.